# Ленточные глины

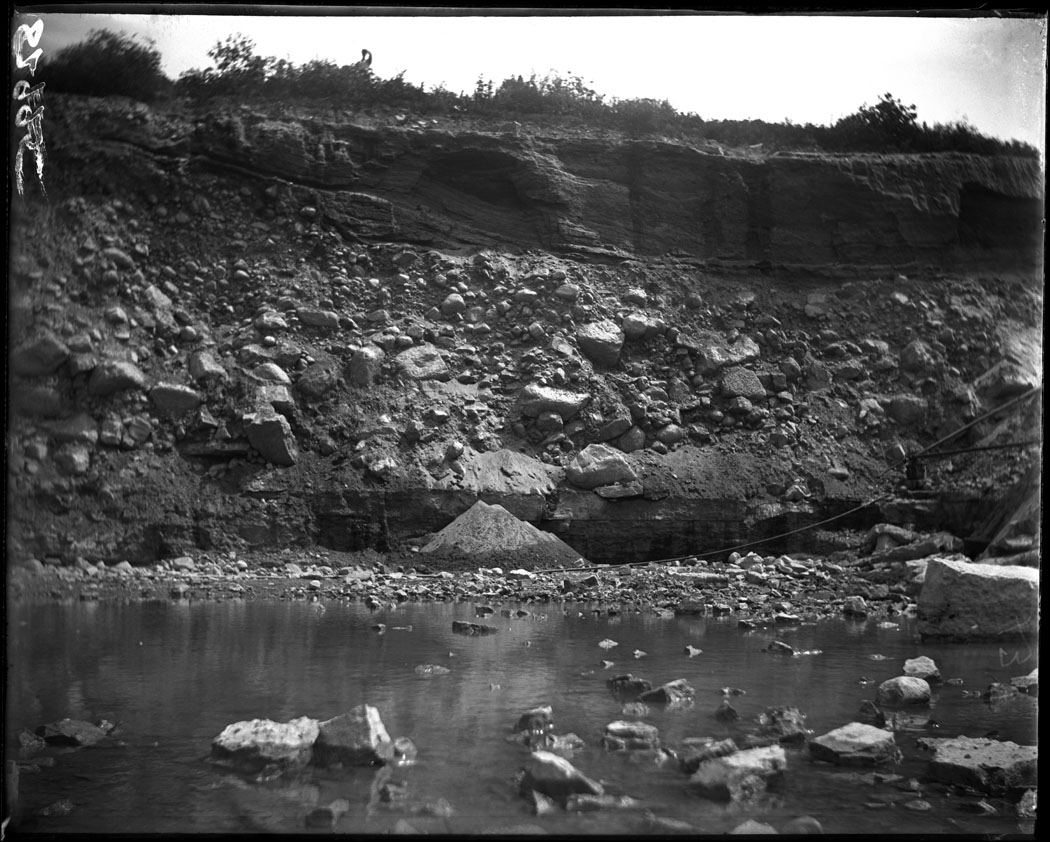
Ленточные глины (сверху) в Willow Springs, Иллинойс

Ленточные глины — тип рыхлых отложений с ясно-выраженной горизонтальной тонкой слоистостью. В основном состоят из глинистых  частиц, но содержат частицы более крупного размера  — алевролитовые и песчаные. Отличаются выраженной сезонной слоистостью, чистые глины сменяются более грубозернистыми отложениями.
Ленточные глины формируются в разных обстановках, в том числе по периферии покровных ледниковых щитов. В летнее время в приледниковые озёра поступал более крупный материал, в остальное время — частицы меньшего размера, что определяет чередование прослоев в толще ленточных глин. Характер залегания — горизонтально-слоистый. Типичная мощность — до 10 м.